# Кайластуй
Кайласту́й (рос. Кайластуй) — село у складі Краснокаменського району Забайкальського краю, Росія. Адміністративний центр та єдиний населений пункт Кайластуйського сільського поселення.

## Населення
Населення — 808 осіб (2010; 1044 у 2002).
Національний склад (станом на 2002 рік):
- росіяни — 96 %